# Gunjaci (Osečina)
Gunjaci (Osečina) (em cirílico: Гуњаци) é uma vila da Sérvia localizada no município de Osečina, pertencente ao distrito de Kolubara. A sua população era de 1110 habitantes segundo o censo de 2011.

## Demografia
| 1948  | 1953  | 1961  | 1971  | 1981  | 1991  | 2002  | 2011  |
| ----- | ----- | ----- | ----- | ----- | ----- | ----- | ----- |
| 2 089 | 2 113 | 2 003 | 1 923 | 1 751 | 1 503 | 1 359 | 1 110 |